# Teina Teiti
Teina Teiti, född 2 april 1983, är en friidrottare från Cooköarna. Han deltog vid olympiska sommarspelen 2000.